# Síntesis emergética
Recientemente la metodología de evaluación de emergía se ha llamado “Síntesis Emergética”. Síntesis, palabra opuesta a aquella de análisis, es el acto de combinar elementos en un todo coherente. Análisis es la disección y ruptura de un todo en sus partes constituyentes para entender sus diferentes piezas. La evaluación de la emergía es tanto sintética como analítica, y en su esfuerzo por comprender la totalidad del sistema al mismo tiempo evalúa sus componentes. La emergía es un concepto sistémico contexto-dependiente. Se trata de una poderosa herramienta para examinar sistemas conjuntos de ser humano y naturaleza que se basa en su habilidad para explorar a la vez tanto los componentes, como los procesos, los recursos y la energía que dirigen estos sistemas desde una escala espacio-temporal mayor. Al evaluar los sistemas complejos usando métodos emergéticos se integran las principales entradas del sistema desde la economía y aquellas provenientes del medio ambiente con el objetivo de afrontar problemas de políticas públicas y gestión ambiental de un modo holístico.